# The First 100 Years
The First 100 Years è un cortometraggio muto del 1924 diretto da F. Richard Jones e Harry Sweet. È conosciuto anche con il titolo The First One Hundred Years.

## Trama
Una coppia di sposini assume una cuoca, dall’aspetto di una virago con un sigaro sempre in bocca e dal carattere prepotente, che fortunatamente lascia la casa di propria iniziativa, dopo che un possente mastino, chiamato per liberarsi di lei, fugge a zampe levate quando la vede.
Arriva dunque una seconda cuoca, avvenente, che pare interessarsi particolarmente del neo-sposo, lasciando allibiti la sposa e un vicino di casa, amico di famiglia, che sta trascorrendo la serata da loro. Nella notte si scatena una tempesta, e un misterioso uomo scuro e alto, dalla lunga barba, penetra nell’abitazione spaventando a varie riprese tutti gli astanti.
Il misterioso uomo riesce a consegnare un biglietto contenente una sorta di profezia, che il marito legge: la moglie è in procinto di lasciare la casa in compagnia di un pericoloso criminale. L’amico di famiglia, che è in prossimità della porta d’ingresso insieme alla moglie, viene fortuitamente abbattuto, e cade a terra. Dopo di che numerosi uomini entrano in casa e gli si gettano addosso.
La seconda cuoca, dopo aver mostrato il proprio distintivo di detective, mostra alla coppia un volantino da cui si appura che c’è una forte taglia per la cattura del vicino di casa.

## Produzione
Il film fu prodotto dalla Mack Sennett Comedies.

## Distribuzione
Distribuito dalla Pathé Exchange, il film uscì nelle sale cinematografiche USA il 17 agosto 1924.
Il film è stato inserito in un'antologia dedicata a Harry Landgon uscita nel 2007, distribuita dalla All Day Entertainment